# Atherinella chagresi
Atherinella chagresi är en fiskart som först beskrevs av Meek och Hildebrand, 1914.  Atherinella chagresi ingår i släktet Atherinella och familjen Atherinopsidae. Inga underarter finns listade.